# Amt Südangeln
La comunità amministrativa di Südangeln (Amt Südangeln) si trova nel circondario di Schleswig-Flensburgo nello Schleswig-Holstein, in Germania.

## Suddivisione
Comprende 15 comuni:
1. Böklund (1 673)
2. Brodersby-Goltoft (671)
3. Havetoft (919)
4. Idstedt (908)
5. Klappholz (477)
6. Neuberend (1 157)
7. Nübel (1 297)
8. Schaalby (1 586)
9. Stolk (846)
10. Struxdorf (679)
11. Süderfahrenstedt (471)
12. Taarstedt (927)
13. Tolk (1 017)
14. Twedt (505)
15. Uelsby (426)

Il capoluogo è Böklund.
(Tra parentesi i dati della popolazione al 31 dicembre 2021)